# Zevenhuizen-Moerkapelle
Zevenhuizen-Moerkapelle és un antic municipi de la província d'Holanda del Sud, al sud dels Països Baixos. L'1 de gener del 2009 tenia 10.490 habitants repartits sobre una superfície de 31,10 km² (dels quals 1,25 km² corresponen a aigua).
El setembre de 2006, el 93% de la població va votar en referèndum dur a terme una fusió amb els municipis veïns de Nieuwerkerk aan den IJssel i Moordrecht en el nou municipi de Zuidplas. La fusió es va fer efectiva l'1 de gener de 2010.

## Centres de població
Moerkapelle, Oud Verlaat, i Zevenhuizen.

## Ajuntament (2006)
El consistori està compost de 15 regidors:
- CDA 4 regidors
- PvdA 3 regidors
- VVD 3 regidors
- Gemeentebelang 2 regidors
- SGP 2 regidors
- ChristenUnie 2 regidors